# Kossiv
Kossiv (en ukrainien : Косів) ou  (polonais : Kosów) ; en (roumain : Cosău) est une ville de l'oblast d'Ivano-Frankivsk, en Ukraine, et le centre administratif du raïon de Kossiv. Sa population s'élevait à 8 463 habitants en 2021.

## Géographie
Kossiv est située à 25 km au sud de Kolomyia, à 74 km au sud-sud-est d'Ivano-Frankivsk et à 461 km au sud-ouest de Kiev. La nature est protégée par le parc national de Houtsoulie et le Parc régional de Houtsoulie.

## Histoire
Kossiv est d'abord un petit établissement houtsoule, avec les vestiges d'un petit château détruit par les Turcs. Elle est fondée sur la rivière Rybnica.
Les franciscains conventuels sont arrivés à Kossiv en 1740 et sont restés jusqu'en 1787, lorsque leur monastère a été dissous par la dissolution joséphine (pl) ordonnée par l'empereur Joseph II d'Autriche.
Au XIXe siècle, c'est l'un des lieux les plus chauds de l'Europe centrale et une station thermale y est fondée par un médecin, Tarnawski.
Après la Première Guerre mondiale, la région de Kossiv est rendue à la Pologne et devient le siège d'un powiat, dans la voïvodie de Stanisławów. À la suite du pacte germano-soviétique, la région est envahie par l'Armée rouge en septembre 1939, puis annexée par l'Union soviétique et incorporée à la République socialiste soviétique d'Ukraine.
Pendant la Seconde Guerre mondiale, la ville est occupée par les troupes hongroises, alliées de l'Allemagne nazie, le 1er juillet 1941, puis remise à l'administration militaire allemande en août. Du 16 au 17 août, des militaires allemands et la police ukrainienne encerclent les quartiers de la ville où se concentre la population juive. Tous les juifs capturés sont ensuite emmenés en colonnes et assassinés. La moitié de la population juive est ainsi anéantie. En avril 1942, 600 Juifs sont transportés à Kolomyia. En mai 1942, un ghetto est établi à Kossiv. En septembre de la même année, les nazis conjointement avec la police ukrainienne mènent une « Aktion », à la suite de laquelle la plupart des juifs vivant encore à Kossiv sont tués sur place ou envoyés au camp d'extermination de Bełżec. L'Armée rouge reprend la ville le 31 mars 1944.
Le conseil municipal de Kossiv adopte les emblèmes modernes de la ville le 13 novembre 1991 : l'église houtsoule en bois rappelle que Kossiv est le centre historique et spirituel de la région ; le champ vert symbolise les forêts des Carpates au milieu desquelles se trouve la ville.

## Population
Selon le recensement de 2001, les habitants de Kossiv sont majoritairement des ukrainiens (98,24%) avec une minorité de Russes (1,44%).
Recensements (*) ou estimations de la population :
| 1959* | 1970* | 1979* | 1989* | 2001* | 2009  | 2010  |
| ----- | ----- | ----- | ----- | ----- | ----- | ----- |
| 6 000 | 7 122 | 8 346 | 8 788 | 8 301 | 8 291 | 8 377 |

| 2011  | 2012  | 2013  | 2014  | 2015  | 2016  | 2017  |
| ----- | ----- | ----- | ----- | ----- | ----- | ----- |
| 8 456 | 8 517 | 8 543 | 8 621 | 8 682 | 8 634 | 8 627 |

| 2021  | - | - | - | - | - | - |
| ----- | - | - | - | - | - | - |
| 8 463 | - | - | - | - | - | - |

## Culture
La céramique de Kossiv, fabrication d'objets où sont peints des motifs figuratifs, est reconnue par l'UNESCO.

## Personnalités
- Rostislav Derjypilsky, acteur et directeur du théâtre académique régional de musique et d'art dramatique d'Ivano-Frankivsk Ivan Franko, né dans cette ville en 1975[9].
- Bogdana Matsotska, skieuse ukrainienne.
- Mykhaïlo Pavlyk, figure socialiste de Galicie.